# Xu Huang
Xu Huang (chiń. 徐晃) – chiński dyplomata. Ambasador Chińskiej Republiki Ludowej w Laosie. Pełnił tę funkcję w okresie od grudnia 1977 do czerwca 1981.